# Raionul Bohuslav, Kiev
Bohuslav (în ucraineană Богуславський район, transliterat: Bohuslavskîi raion) este un raion în regiunea Kiev, Ucraina. Reședința sa este orașul Bohuslav.

## Demografie
Componența lingvistică a raionului Bohuslav
     Ucraineană (97,6%)
     Rusă (2,22%)
     Alte limbi (0,08%)
Conform recensământului din 2001, majoritatea populației raionului Bohuslav era vorbitoare de ucraineană (97,6%), existând în minoritate și vorbitori de rusă (2,22%).